# Heribert Segalà i Ridameya
Heribert Segalà i Ridameya (Terrassa, Vallès Occidental, 1934 - Terrassa, 14 de novembre de 2021) fou un instrumentista de tenora, pianista i compositor de sardanes.

## Biografia
Començà els estudis musicals amb Josep Freixas, de Terrassa i els prosseguí al Conservatori Municipal de Música de Barcelona. El 1951 entrà com a cantaire a la Massa Coral de Terrassa i després continuà en altres agrupacions. Inicià la composició amb cançons per a veu i piano, seguides d'obres corals, misses i motets. Amb una trentena de sardanes compostes, algunes d'elles premiades, fou l'iniciador d'una sèrie de gravacions en discs de llarga durada, el primer dels quals conté només sardanes d'ell.
Com a intèrpret va actuar a les cobles La Lira, de Barcelona, i Rambles, també de Barcelona.
L'any 2005 va publicar un recull de pomes sota el títol d'El vell casal.
El 2019, Jordi Cuesta va estrenar el documental Heribert Segalà, músic i compositor, un repàs biogràfic del compositor que permet conèixer la seva vida i obra.
Morí el 14 de novembre de 2021.